# Вилиџ (Оклахома)
Вилиџ (енгл. The Village) град је у америчкој савезној држави Оклахома.

## Демографија
По попису из 2010. године број становника је 8.929, што је 1.228 (-12,1%) становника мање него 2000. године.
| Група             | 2000.         | 2010.         |
| Белци             | 7.934 (78,1%) | 6.819 (76,4%) |
| Афроамериканци    | 1.063 (10,5%) | 749 (8,4%)    |
| Азијати           | 194 (1,9%)    | 163 (1,8%)    |
| Хиспаноамериканци | 383 (3,8%)    | 547 (6,1%)    |
| Укупно            | 10.157        | 8.929         |